# Strażnica (czasopismo)
Strażnica – najczęściej ukazujące się pismo podziemne w okresie przed powstaniem styczniowym, jak też w czasie jego trwania.
Wydawane z przerwami od 1 sierpnia 1861. Redaktorem pisma był Agaton Giller, skupiający wokół siebie tzw. sybiraków, środowisko o poglądach centrystycznych. Ukazało się 45 numerów.